# Legió III Parthica
La legió III Parthica va ser una legió romana creada per Septimi Sever l'any 197, per a la seva campanya contra l'Imperi Part. La legió seguia activa a les províncies orientals a començaments del segle v. El seu símbol era, probablement, un brau.
Juntament amb les altres dues legions I Parthica i II Parthica, la III Parthica va participar en les campanyes de Septimi Sever amb considerable èxit. En aquelles batalles es va capturar la capital de l'imperi, Ctesifont. Segons diu Cassi Dió, les legions I Parthica i III Parthica es van quedar en aquell territori, ja que l'emperador el va ocupar i va convertir-lo en la província romana de Mesopotàmia. La II Parthica va tornar a Roma i es va aquarterar al Mont Albà, com a legió de reserva.
El campament de la II Parthica es va instal·lar a Resena, a la vall del riu Khabur, amb la finalitat d'impedir l'avenç dels sassànides.
Durant el segle iii, la Legió III Parthica va participar en diverses campanyes contra els sassànides. Una primera campanya la va dirigir l'emperador Caracal·la l'any 217. En aquesta campanya Caracal·la va morir assassinat.
L'any 230, els sassànides van envair la província romana, i van vèncer la III Parthica. L'emperador Alexandre Sever va contraatacar i va aconseguir expulsar els sassànides de la província de Mesopotàmia. Gordià III va engegar una altra campanya l'any 243, i la III Parthica, segurament reforçada va guanyar la batalla contra els sassànides. L'any següent va morir Gordià III, i el seu successor, Filip l'Àrab, que devia el seu títol al rei sassànida Sapor I, es va retirar d'aquell territori. L'any 256 els sassànides van obtenir una gran victòria quan van derrotar la Legió XV Apollinaris, van ocupar la ciutat de Satala i van saquejar Trapezus, a la vora de la mar Negra. L'emperador Valerià va contraatacar envaint l'Imperi Sassànida, però va ser vençut i va caure presoner. Odenat (considerat un usurpador) i Dioclecià van recuperar el territori. Dioclecià va signar amb els sassànides un tractat que va permetre als romans mantenir la província de Mesopotàmia.
Encara al segle v la Notitia Dignitatum menciona una legió que tenia el seu campament a Apatna, que podria ser la III Parthica.